# Johnson Lake
Der Johnson Lake ist ein kleiner See im Banff-Nationalpark in der kanadischen Provinz Alberta.

## Lage
Der See befindet sich 6 km ostnordöstlich der Stadt Banff. Der Trans-Canada Highway führt 400 m westlich am See vorbei. Um den See führt ein etwa drei Kilometer langer Weg.